# Церковь Святого Николая (Верхнедвинск)
Церковь Святого Николая в Верхнедвинске — православный храм, сооружённый в начале XIX века, расположенный в городе Верхнедвинске.

## История
Церковь была построена в стиле классицизма в 1819 году на стрелке у слияния рек Дриссы и Западной Двины. В 1895 году Свято-Николаевская церковь становится соборным храмом города.
После Октябрьской революции у храма были отобраны церковная утварь и украшения, церковь не раз закрывали.
Во время Великой Отечественной войны храм действовал. Однако после войны церковь снова закрыли.
В 2004 году храм отметил своё 185-летие. К этой дате для церкви на средства прихожан был отлит колокол весом в 7 пудов.

## Адрес
Ул. Гагарина 20, 211631 г. Верхневинск, Витебская обл., Республика Беларусь.